# Henrik Werth
Henrik Werth, madžarski general, * 1881, † 1952.